# Messaraponny
Messaraponnyn är en liten hästras som är inhemsk till Kreta och som utvecklades ur bergsponnyer som funnits på ön sedan flera tusen år tillbaka. Rasen är väldigt ovanlig och troligtvis nära att dö ut då inget program finns för att rädda ponnyerna. På Kreta används de oftast som packdjur eller för att avla fram mulåsnor. Ponnyerna har en extra gångart som är bekväm för ryttaren att rida. 

## Historia
Messaraponnyernas ursprung ligger i primitiva ponnyer som bodde i bergen på ön Kreta. Under den turkiska ockupationen på 1600-talet samlades dessa ponnyer in och korsades med arabiska fullblod som turkarna hade haft med sig till landet. 
Hästarna fick sitt namn Messara efter området Messara där huvudstaden Heraklion ligger och upp till de norra stränderna på ön. Efter inkorsningarna av arabhästarna har aveln enbart skötts av bönderna på ön och enstaka privata uppfödare men då det varken finns en stambok eller ett avelsprogram för rasen så har ponnyerna i stort sett försvunnit förutom några få ponnyer som finns kvar på ön. En hel del ponnyer försvann även på grund av utavel med andra raser då böderna hoppades på att få fram större och bättre avkommor. 
Rasen är idag nästan utdöd och regeringen i Grekland har inte satt upp något större värde på rasen då Grekland redan har en nationalponny, Skyrosponnyn. 

## Egenskaper
Messaraponnyn är en liten och ganska elegant ponny som används mest till transport och packning på Kreta men även som ridponny och till lättare jordbruk. Messaraponnyerna visar mycket av sitt ursprung i araberna med ett ädelt huvud som ibland kan vara inåtbuktande, vilket är ett typiskt arabiskt drag.  Den extra gångarten, en långsam passgångsliknande gångart är väldigt bekväm för ryttaren att rida  
Messaraponnyerna finns även i en större version, en liten häst på ca 150 cm. 